# Leidschenveen (stacja metra)
Leidschenveen – stacja metra w Rotterdamie, położona na linii  E (niebieskiej). Została otwarta 29 października 2006. Stacja znajduje się w Hadze, w dzielnicy Leidschenveen i jest również stacją w systemie kolei RandstadRail, łączącej Rotterdam z Hagą.